# غريس لي ويتني
غريس لي ويتني (بالإنجليزية: Grace Lee Whitney)‏ هي مغنية وممثلة أمريكية، ولدت في 1 أبريل 1930 في الولايات المتحدة، وتوفيت بنفس المكان في 1 مايو 2015 بسبب مرض.

## أعمال

### أفلام
- (1953) بيت الشمع
- (1959) البعض يفضلونها ساخنة
- (1963) إيرما لا دوس
- (1979) الفيلم السينمائي[4][5][6]

## وصلات خارجية
- غريس لي ويتني على موقع IMDb (الإنجليزية)
- غريس لي ويتني على موقع روتن توميتوز (الإنجليزية)
- غريس لي ويتني على موقع ألو سيني (الفرنسية)
- غريس لي ويتني على موقع أول موفي (الإنجليزية)
- غريس لي ويتني على موقع قاعدة بيانات الأفلام السويدية (السويدية)
- غريس لي ويتني على موقع إن إن دي بي (الإنجليزية)
- غريس لي ويتني على موقع ديسكوغز (الإنجليزية)
- غريس لي ويتني على موقع قاعدة بيانات الفيلم (الإنجليزية)
- غريس لي ويتني على موقع كينوبويسك (الروسية)